# 오쿠나이촌
오쿠나이촌(奥内村)은 아오모리현 히가시쓰가루군에 놓여졌던 촌이다.

## 연혁
- 1889년 4월 1일 - 정촌제 시행에 의해 히가시쓰가루군 오쿠우치촌, 시미즈촌, 우치마베촌, 마에다촌, 세토코촌, 아스카촌, 니시다자와촌과 합병해, 오쿠우치촌이 성립하였다.
- 1955년 3월 1일 - 아오모리시에 편입되어 소멸하였다.